# Gerhard Heilmann
Pour les articles homonymes, voir Heilmann.
Gerhard Heilmann, parfois orthographié Heilman, né le 25 juin 1859 et mort le 26 mars 1946, est un artiste et paléontologue danois qui a créé des représentations artistiques d’Archaeopteryx, Proavis (en) et d'autres espèces d'oiseaux en plus d'avoir écrit le livre The Origin of Birds en 1926, un récit pionnier et influent sur l'apparition des oiseaux (en). Heilmann n'a pas de formation scientifique formelle, bien qu'il ait brièvement étudié la médecine avant de se tourner vers l'art. Ses idées sur l'évolution des oiseaux sont écrites pour la première fois en danois dans le Dansk Ornitologisk Tidsskrift. Heilmann reçoit peu d'aide et se heurte souvent à une opposition considérable de la part des zoologistes professionnels danois de l'époque. En retour il fait souvent des remarques dédaigneuses sur les idées de certains des scientifiques établis de l'époque. L'édition anglaise touche cependant un public beaucoup plus large et influence les idées sur l'évolution des oiseaux pendant près d'un demi-siècle,,.

## Biographie

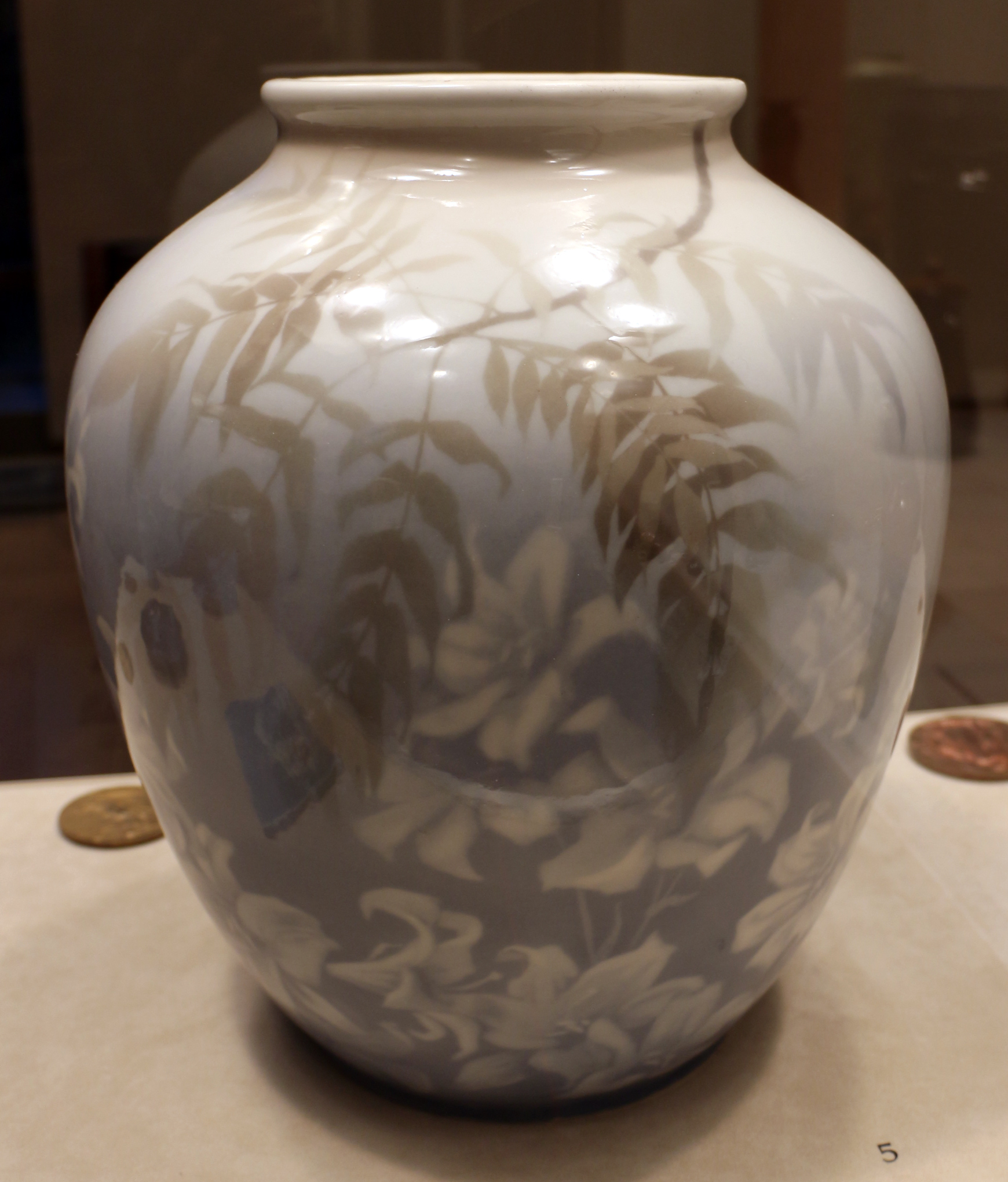
Travail de Heilmann sur céramique (Cincinnati Art Museum).

Heilmann est né à Skælskør, au Danemark, où son père est pharmacien. Il rejoint une école polytechnique à Roskilde en 1877 mais décide d'étudier la médecine. Pendant ses études de médecine, il se tourne vers l'art et envisage de devenir professionnel. Contre la volonté de sa famille, il abandonne ses études en 1883 et devient apprenti peintre de Franz Schwartz et plus tard de Peder S. Krøyer. Il rejoint la manufacture de porcelaine de la Royal Copenhagen en 1890 et y travaille jusqu'en 1902. Il travaille ensuite comme artiste indépendant, illustrant des livres. Certaines de ses œuvres clés comprennent des illustrations de Danmarks Fugle de Schiøler (« Oiseaux du Danemark »), Jægeren i Naturen (1925, « Chasseur dans la nature »), Danmarks Sangfugle (1926, « Oiseaux chanteurs du Danemark ») et un Danmarks Fugleliv en trois volumes (1926-1930). Lui-même fervent ornithologue amateur, c'est l'un des premiers membres de la Dansk Ornitologisk Forening (Société ornithologique danoise) créée en 1906 et dont il conçoit la couverture du journal de la société. Il dessine également certains billets de banque danois,,.

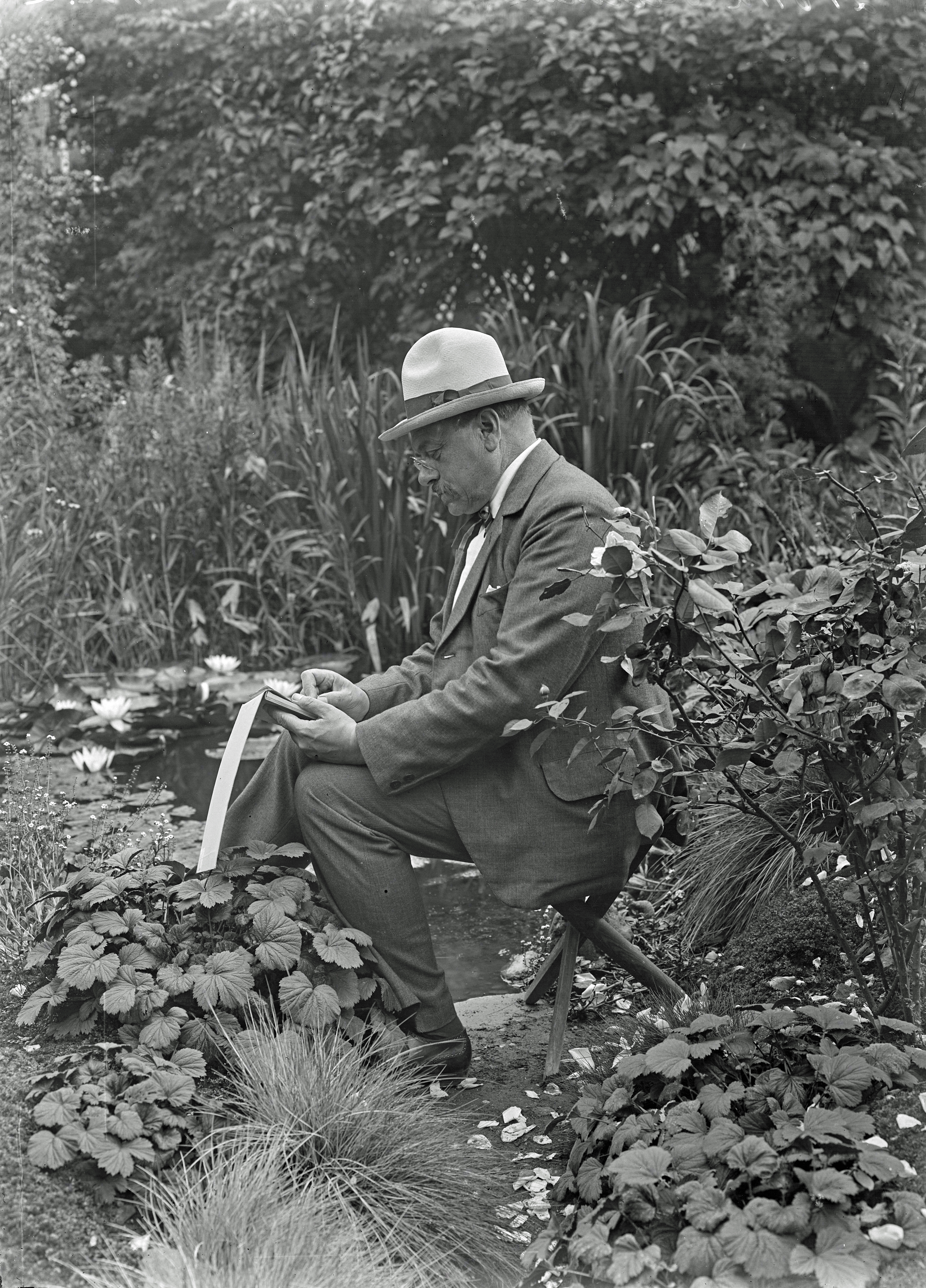
Gerhard Heilmann en 1926.

Son œuvre majeure est cependant publiée sous la forme d'une série de courtes notes en danois publiées dans la revue Dansk Ornitologisk Forenings Tidsskrift entre 1913 et 1916 et intitulées Vor nuværende Viden om Fuglenes Afstamning (« Nos connaissances actuelles sur l'origine des oiseaux »). En 1926, il les développe et les publie sous la forme d'un livre en anglais The Origin of Birds. Celui-ci est acclamé pour ses idées audacieuses, la profondeur de ses recherches et ses excellentes illustrations. En grande partie autodidacte et essentiellement amateur, il est largement ignoré localement par les universitaires reconnus. Il n’a cependant pas peur de s’en prendre à l’establishment et expose clairement ses arguments. Heilmann est considéré comme une personnalité querelleuse. Il a grandi dans une famille religieuse conservatrice. Plus tard dans sa vie, il se rebelle contre la religion et en 1940, il écrit un livre sur le darwinisme et consacre la dernière section à argumenter contre les idées religieuses (Univers og traditionen). Cela comprend une grande section soulignant que les anges ne pouvaient pas avoir d'ailes puisqu'ils n'avaient pas la bonne musculature thoracique. À l’exception de cette partie du livre, il est globalement bien accueilli.
En 1942, il change l'orthographe de son nom en « Heilman », mais l'orthographe plus ancienne prédomine.

## The Origin of Birds
Heilmann publie une révision anglaise de sa série d'articles danois en 1926 sous le titre The Origin of Birds (« L'Origine des Oiseaux »). Comme Thomas Huxley, Heilmann compare l’Archaeopteryx et d'autres oiseaux à une liste exhaustive de reptiles préhistoriques, et est également arrivé à la conclusion que les dinosaures théropodes comme Compsognathus étaient les plus semblables. Cependant, Heilmann note que les oiseaux possèdent des clavicules fusionnées pour former un os appelé furcula (« fourchette »), et que si les clavicules sont connues chez les reptiles plus primitifs, elles n'ont pas encore été reconnues chez les dinosaures théropodes. Fervent partisan de la loi de Dollo, qui stipule que l'évolution n'est pas réversible, Heilmann ne peut pas accepter que les dinosaures aient perdu leurs clavicules et que celles-ci aient réévolué chez les oiseaux. Il est donc contraint d'exclure les dinosaures en tant qu'ancêtres des oiseaux et d'attribuer toutes leurs similitudes à la convergence. Heilmann déclare que les ancêtres des oiseaux se trouveraient plutôt parmi les reptiles de la catégorie la plus primitive des « thécodontes ». L'approche extrêmement approfondie de Heilmann permet à son livre de devenir un classique dans le domaine et ses conclusions sur les origines des oiseaux, comme sur la plupart des autres sujets, sont acceptées par presque tous les biologistes évolutionnistes au cours des quatre décennies suivantes, malgré la découverte de clavicules chez le théropode primitif Segisaurus en 1936. Des clavicules et même des furculae entièrement développées ont depuis été identifiées chez de nombreux autres dinosaures non aviaires,.
En 1912, il contacte Herluf Winge au Musée zoologique de Copenhague. Winge manifeste initialement un certain intérêt pour son travail, mais ne se montre pas particulièrement utile. Les brèves réponses de Winge à une lettre de huit pages contenant des questions et des idées provoquent beaucoup d'irritation et Heilmann décide de cesser de lui écrire. Heilmann note plus tard que Winge est un lamarckiste et qu'à partir de ce moment-là, il travaille seul, sans communiquer avec les universitaires danois. En 1912, il envoie un court article en danois et celui-ci est accepté par l'éditeur Otto Helms. Helms est attaqué par de nombreux universitaires danois pour avoir autorisé sa publication. Une lettre du zoologiste danois Robert Hutzen Stamm à Helms disait : « Puis-je présenter mes condoléances concernant le dernier numéro ? Cela a dû être dur pour vous – qui devez bien connaître les oiseaux et, en tant que médecin, devez posséder un certain sens général de l’histoire naturelle – d'inclure dans la revue le désordre dilettante qui occupe la plus grande partie du numéro ». Son premier article publié dans la revue danoise d'ornithologie est cependant découvert par le paléontologue américain Robert Wilson Shufeldt (en), qui a pu le comprendre grâce à l'aide de son épouse norvégienne. Cela ouvre à Heilmann des relations en dehors du Danemark. Son travail est présenté à D'Arcy Thompson par Shufeldt et cela conduit les deux hommes à échanger des idées sur l'évolution morphologique. Ses rencontres amères passées avec des universitaires danois conduisent Heilmann à écrire dans un premier temps : « Je me demande pourquoi le Dr R. W. Shufeldt vous a écrit à propos de mon travail ; il aurait dû vous dire que je suis un artiste et seulement un amateur débutant en sciences. Ceci est mon premier travail dans ce domaine ». Dans le cadre de ses interactions avec Thompson, il contribue également à quelques illustrations destinées à être utilisées dans On Growth and Form.
En 1940, Heilmann publie un deuxième livre sur l'évolution darwinienne, Univers og traditionen (« Univers et Tradition », en danois). Il exprime également ses sentiments contre les croyances religieuses dans ce livre.

## Hommage
L'espèce de dinosaures ressemblant à un oiseau, Scansoriopteryx heilmanni, est nommée en l'honneur de Gerhard Heilmann en 2002.

## Galerie

Paléoart
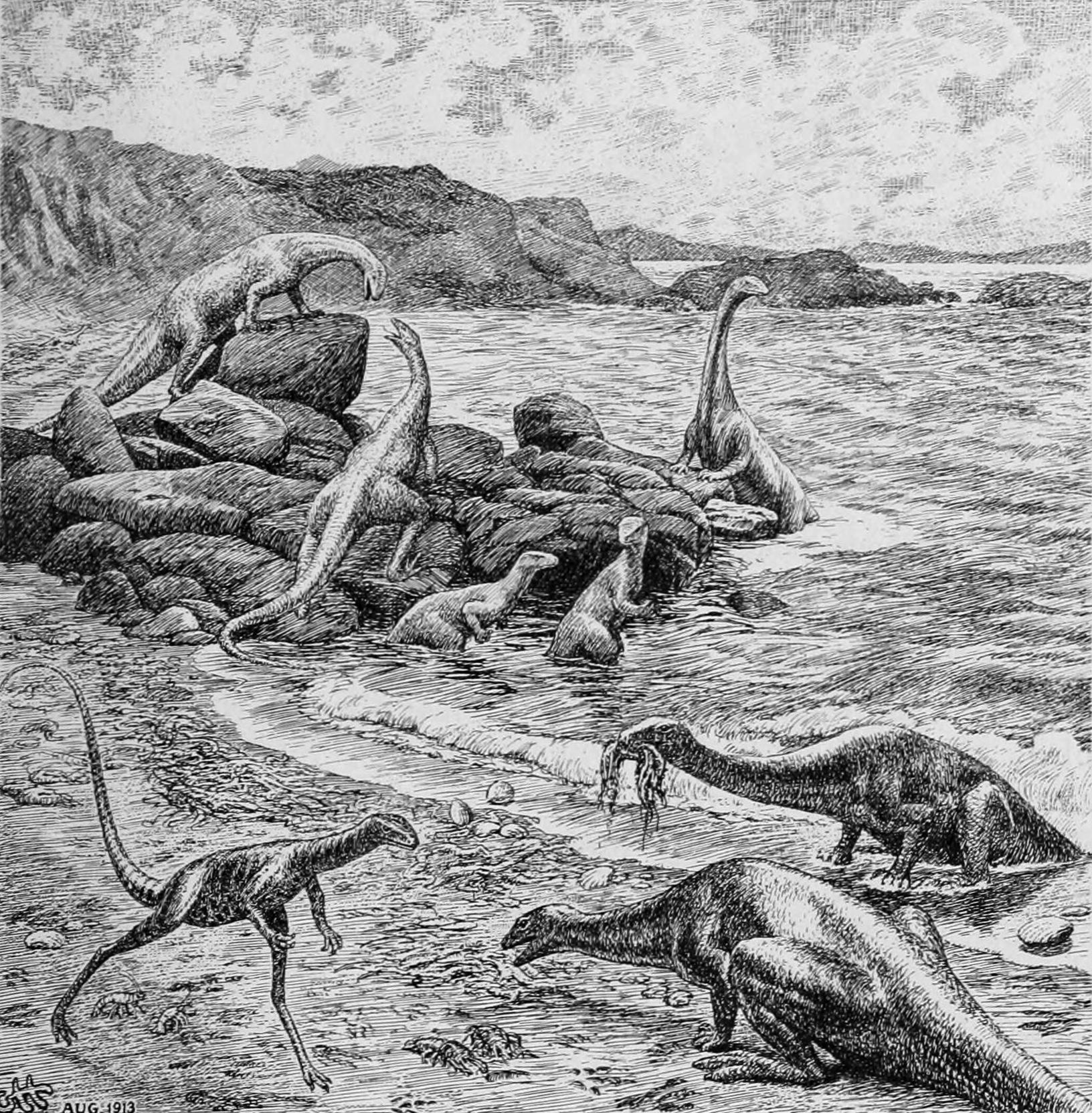
Podokesaurus et autres dinosaures (1913).
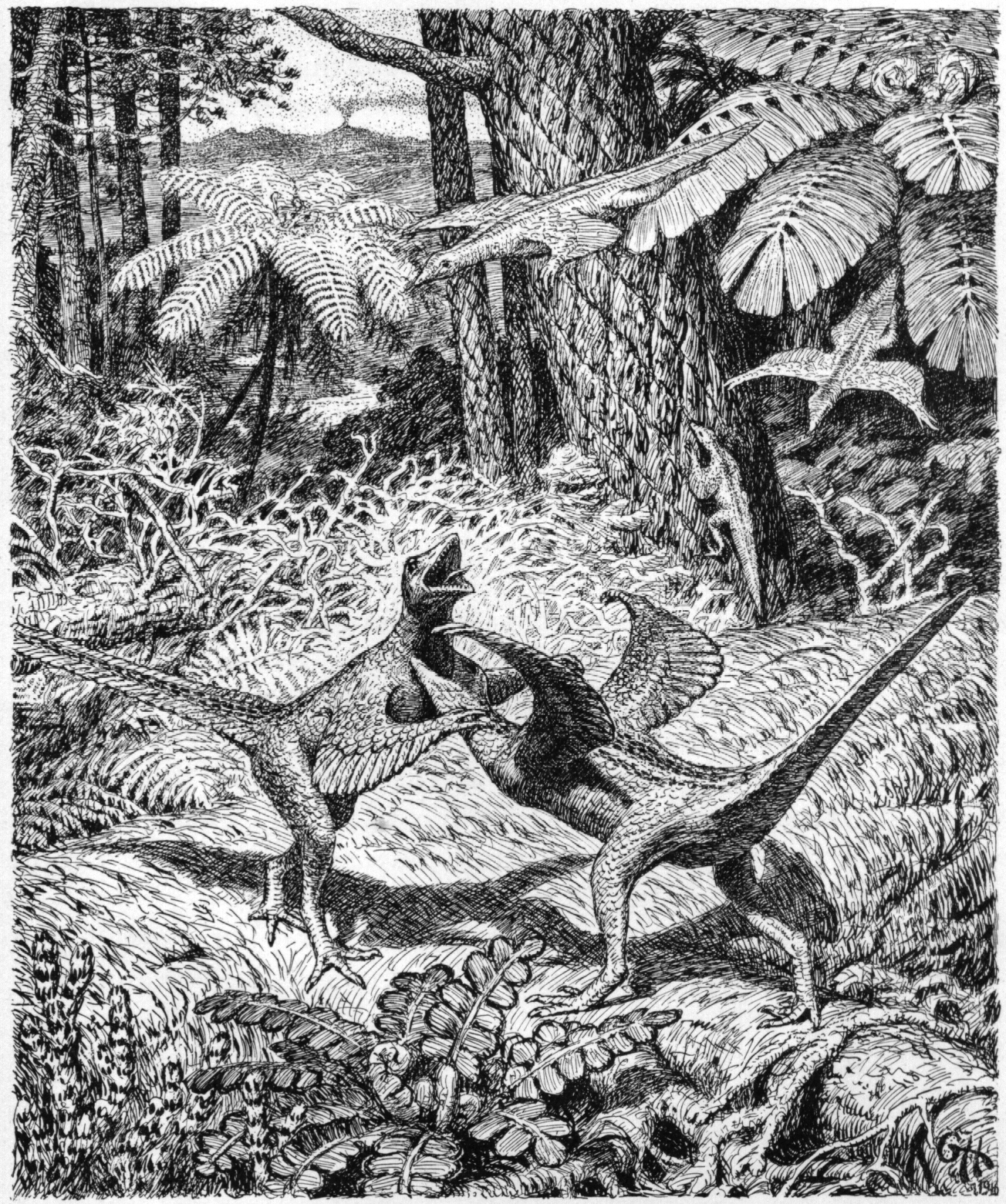
Proavis (1916).
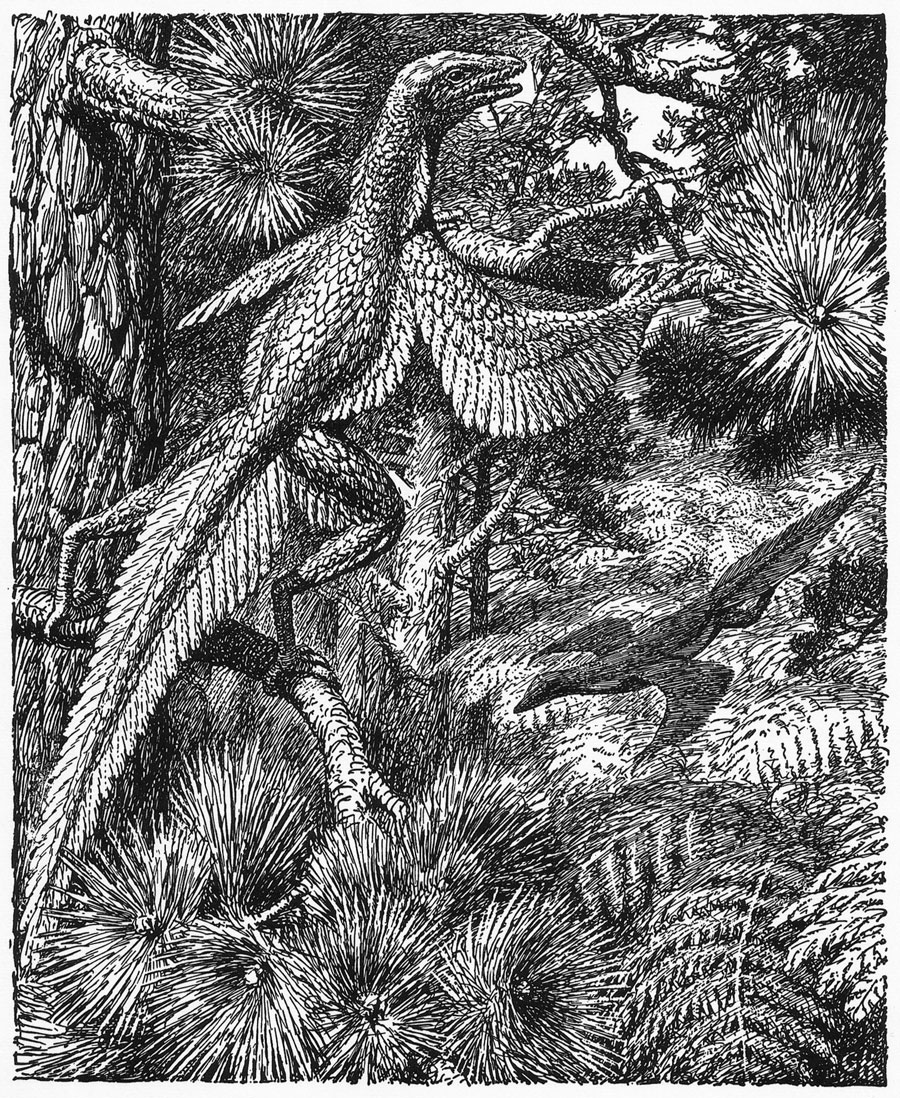
Proavis (1916).

Ornithologie
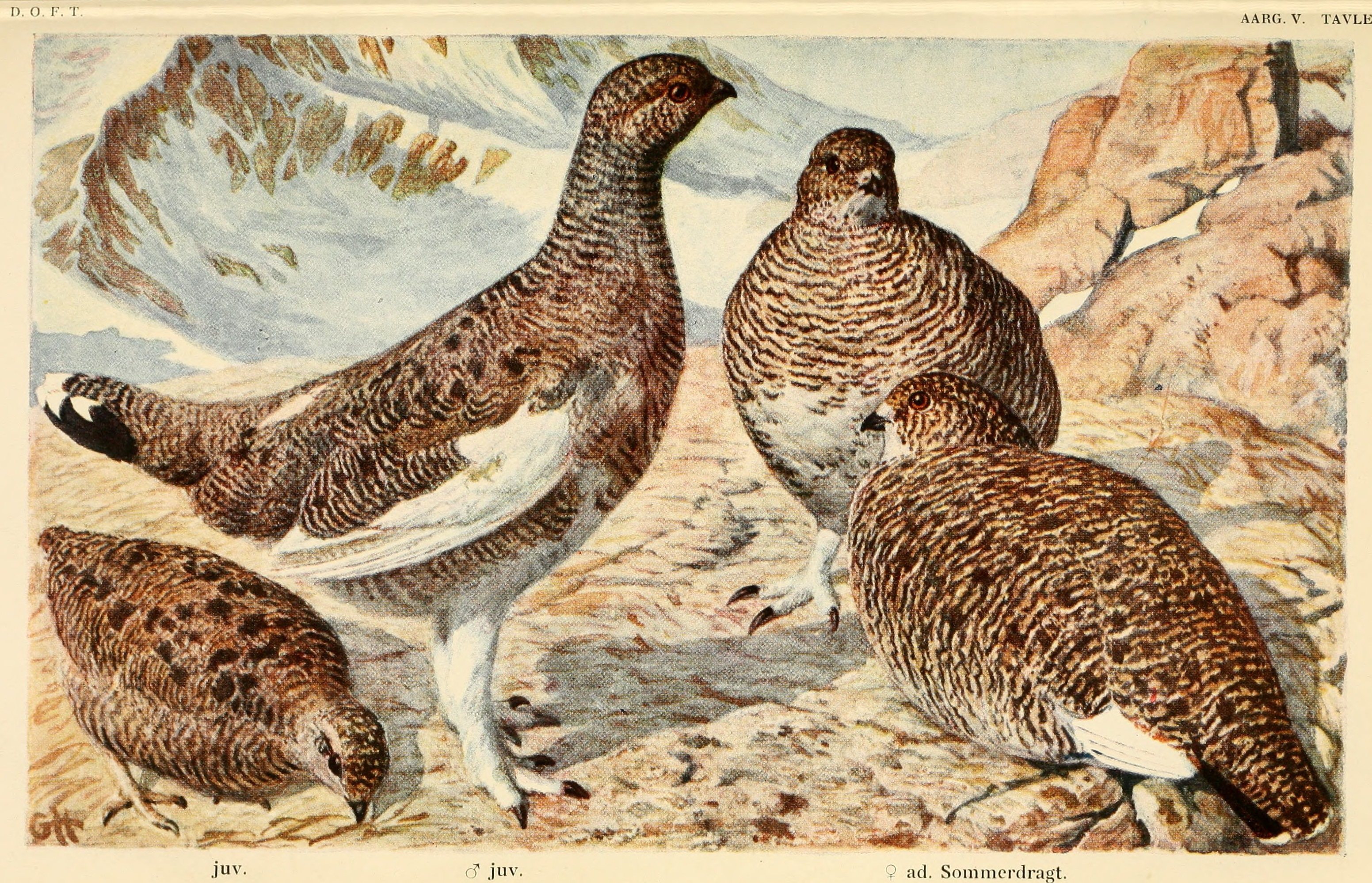
Lagopus muta (1910).
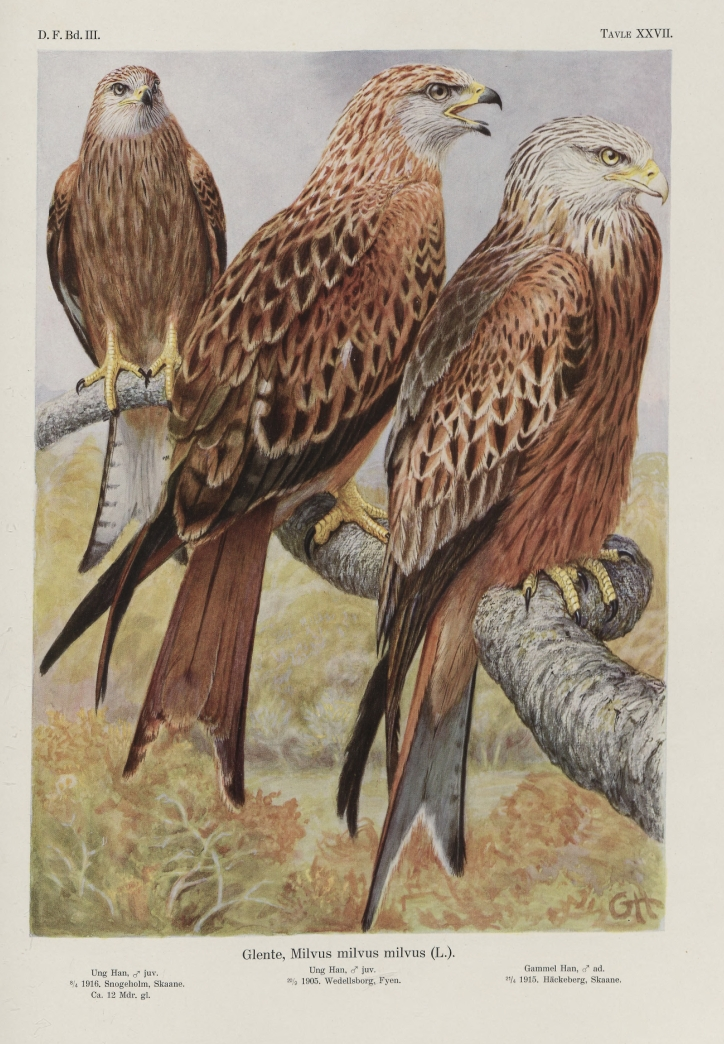
Milvus milvus (1931).
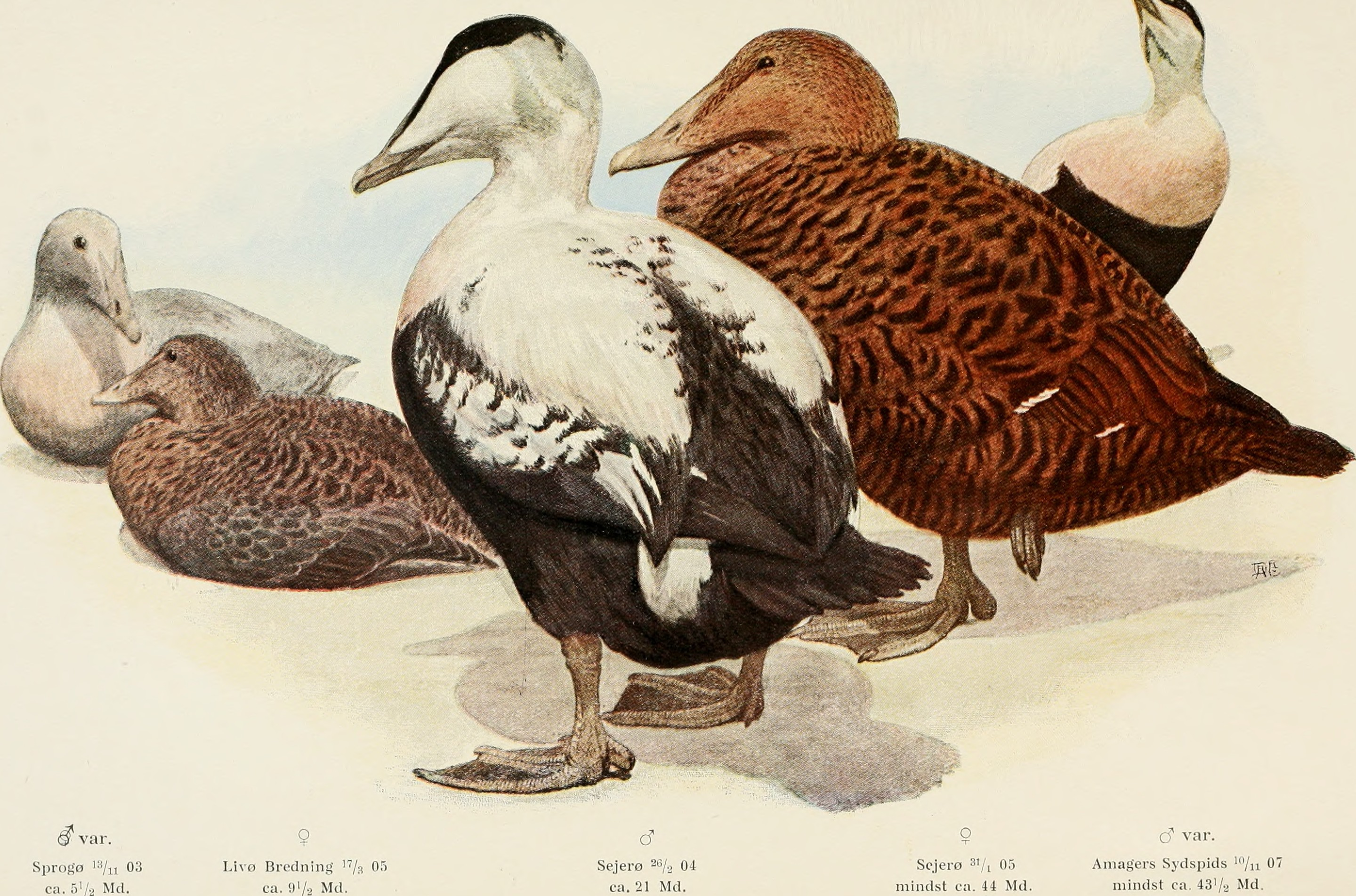
Somateria mollissima (1907).

Paléontologie
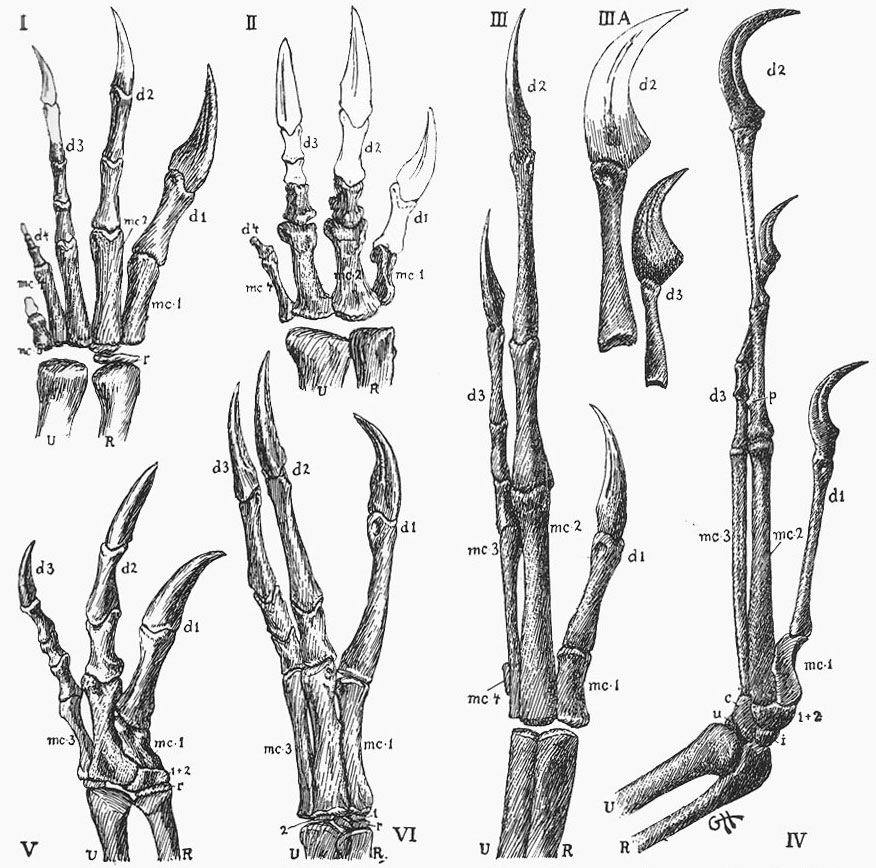
Comparaison de main gauche de Anchisaurus (I), Ceratosaurus (II), Ornitholestes (III), Archaeopteryx (IV), Antrodemus (V) et Struthiomimus (VI).
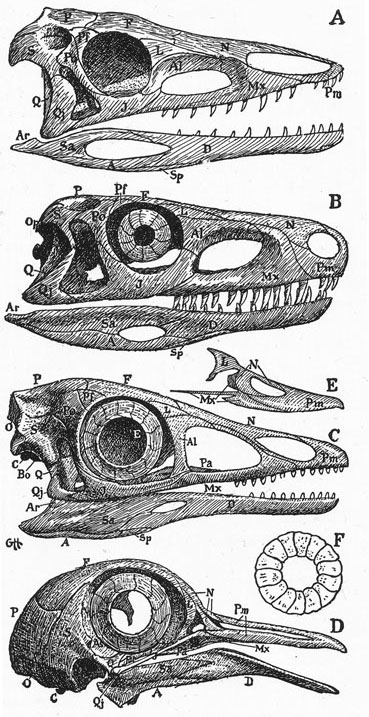
Comparaison de crâne de Aetosaurus (A), Euparkeria (B), Archaeopteryx (C), pigeon (D) et jeune canard (E) (1916).
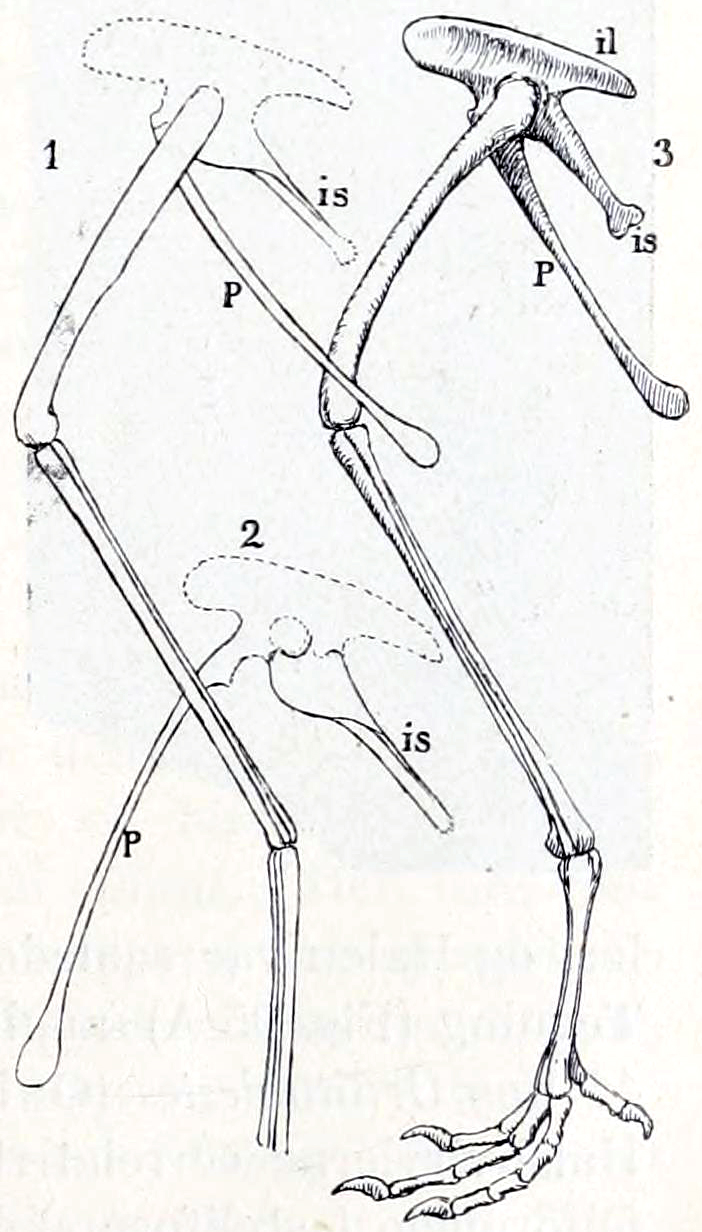
Comparaison du pelvis et du membre postérieur de Podokesaurus et Archaeopteryx (1913).

Peinture
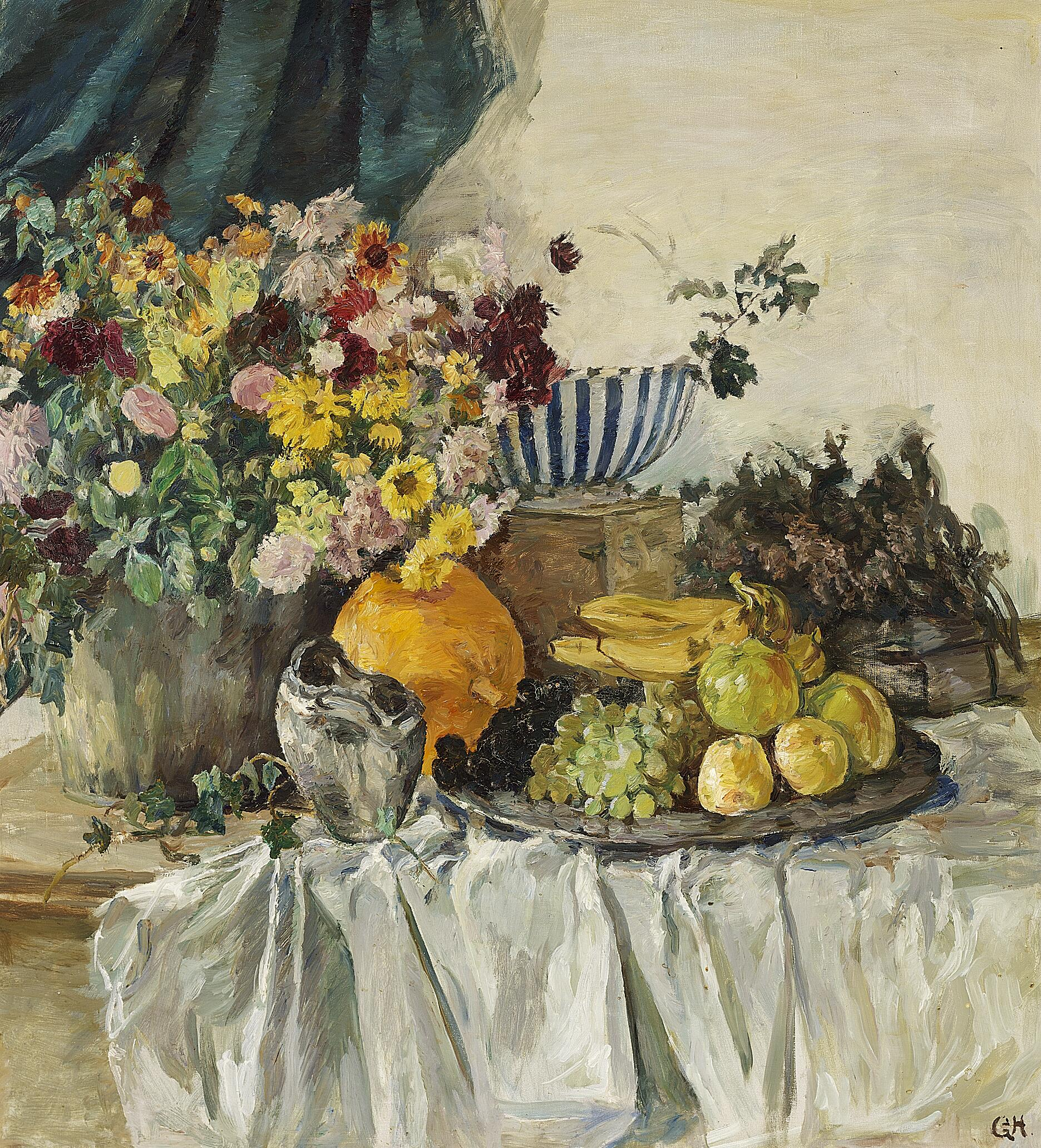
Nature morte.
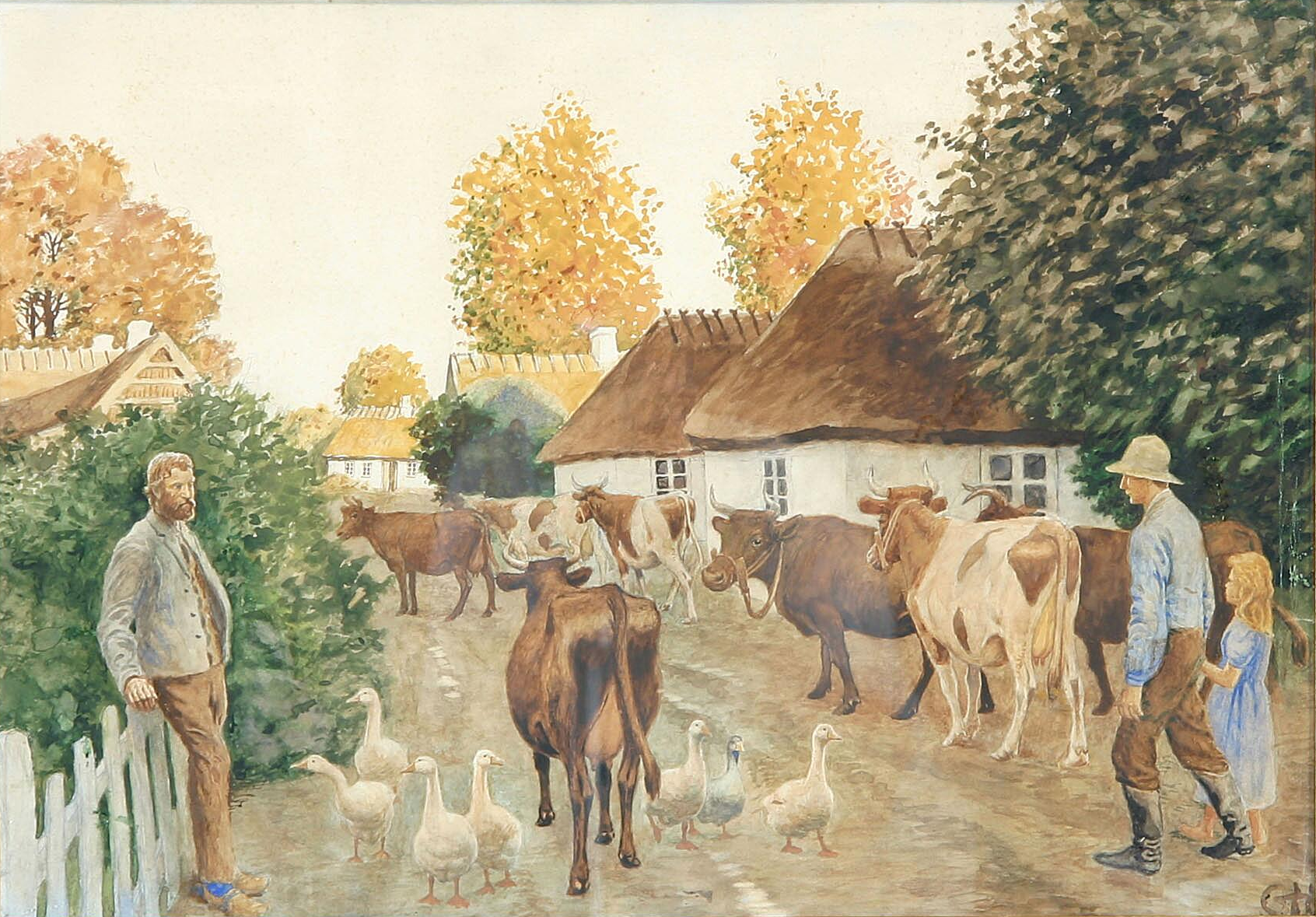
Scène de genre.
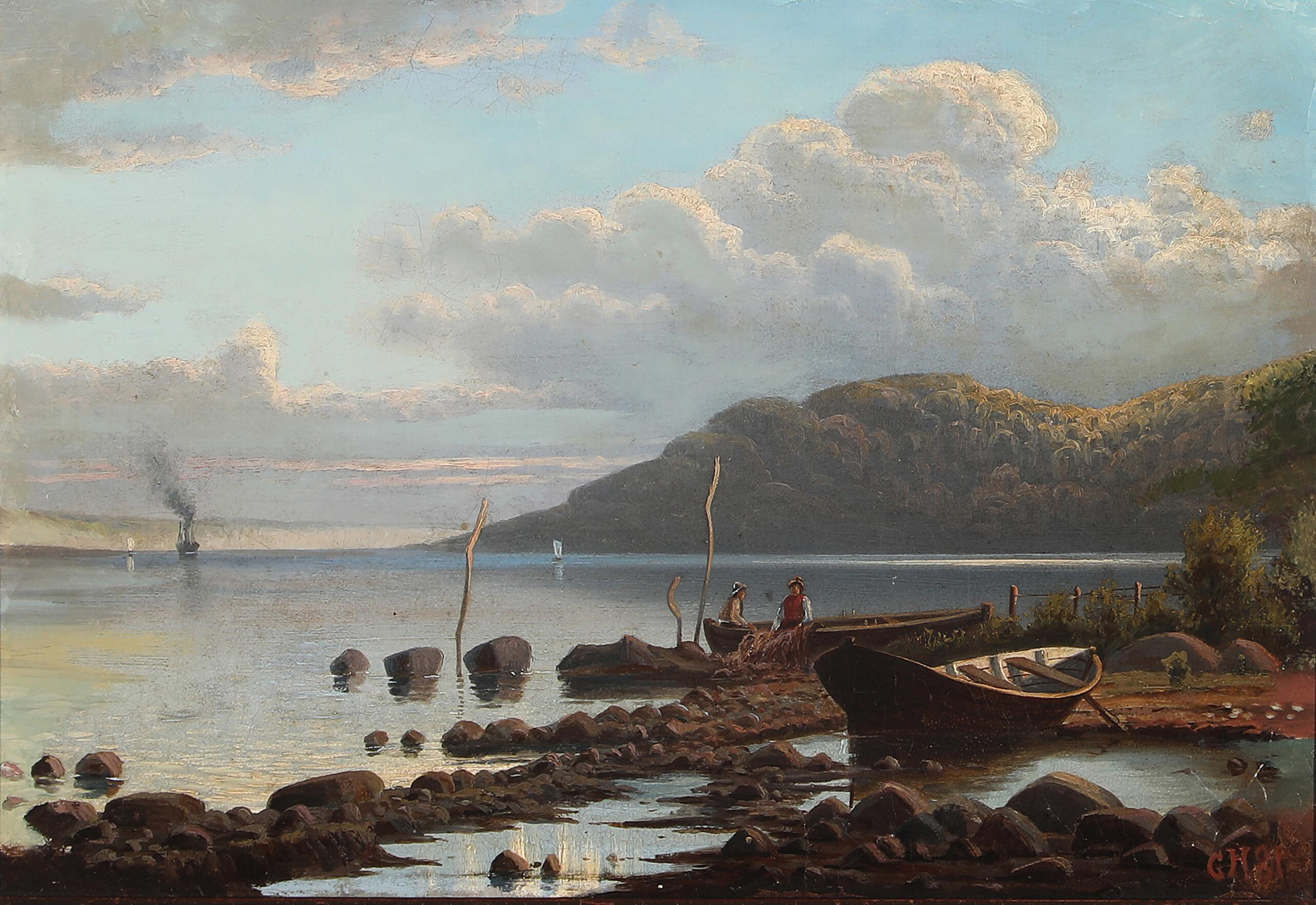
Paysage (1881).